# Fritz Kahn

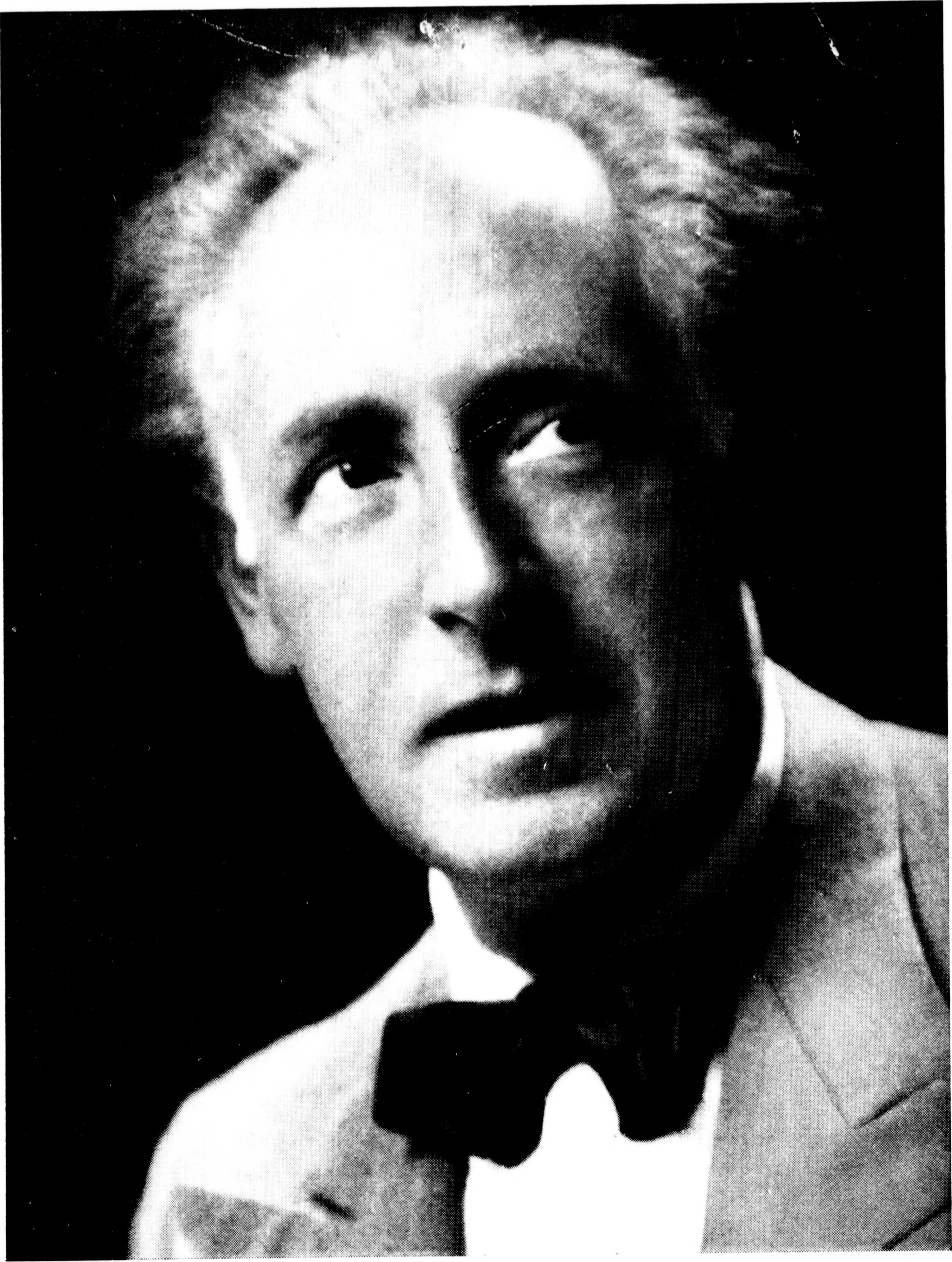
Fritz Kahn

Fritz Kahn (Halle, 29 de setembro de 1888 — Lugano, Suíça, 14 de janeiro de 1968) foi um médico ginecologista judeu alemão, autor de livros sobre ciências, especialmente sobre o corpo humano.

## Vida
Fritz Kahn iniciou seus estudos em Halle, Alemanha, tendo completado sua formação em Berlim no Sophien-Gymnasium, em 1907. Formou-se em Medicina, também em Berlim, em 1912. Nessa cidade iniciou carreira como ginecologista, tendo casado com Irma Glogau. Seus primeiros trabalhos, artigos escritos, foram sobre Astronomia e Aviação
A partir de 1914 serviu no exército durante a Primeira Grande Guerra e suas experiências no conflito ficaram bem evidenciadas ao longo de sua obra. Em 1933, pouco antes da ascensão de Adolf Hitler, Kahn foi à Palestina, de onde não regressou por força da situação política em seu país. Fixando-se em Jerusalém, tornou-se cidadão palestino. Ficou no Oriente até 1939, indo daí para Portugal, depois França, de onde emigrou para Nova Iorque, em 1941. Teve apoio de Albert Einstein e Varian Fry, um jornalista americano que ajudou a refugiar muitos judeus perseguidos pelo Nazismo.
Na América teve uma carreira produtiva, obtendo muita popularidade como escritor de obras sobre Medicina e Biologia, que foram traduzidas para diversos idiomas. Ministrou conferências e aulas para diversas escolas e universidades, assim como em programas radiofônicos onde apresentava questões médicas e científicas.
Faleceu em Lugano, Suíça, em 1968.